# Operation Rainfall
oprainfall è un sito web di videogiochi nato nel 2015, in seguito alla campagna Operation Rainfall.
L'obiettivo della campagna originale, lanciata nel forum di IGN, era quella di chiedere a Nintendo di pubblicare nel mercato statunitense tre videogiochi di ruolo giapponesi per Wii: Xenoblade Chronicles, The Last Story e Pandora's Tower. Le tre richieste erano indirizzate a Reggie Fils-Aime, presidente di Nintendo of America, dopo che il primo dei tre titoli era stato mostrato all'Electronic Entertainment Expo 2008 e confermata la sua localizzazione in Europa.
Il termine della campagna era di 18 mesi, in vista del lancio statunitense del Wii U, avvenuto nel novembre 2012. Oltre alle lettere postali, altre azioni intraprese sono state il pre-ordine della versione europea di Xenoblade Chronicles e il download massivo di Final Fantasy tramite Virtual Console il giorno del lancio del titolo. Dopo la conferma della pubblicazione statunitense del gioco, la campagna si è incentrata su The Last Story. In seguito alla decisione di XSEED Games di distribuire quest'ultimo, è stata lanciata una raccolta fondi per Pandora's Tower. Nonostante l'iniziale disinteresse per il videogioco, XSEED Games ha deciso di pubblicare anche Pandora's Tower.
In interviste successive sia Reggie Fils-Aime che Ken Berry di XSEED hanno minimizzato l'impatto di Operation Rainfall nella decisione di localizzare Xenoblade Chronicles e The Last Story.